# Alois Rieger
Alois Rieger (14. února 1869 Řídeč – 3. listopadu 1951 Weiterstadt) byl rakouský a český politik německé národnosti z Moravy, na počátku 20. století poslanec Moravského zemského sněmu a Říšské rady.

## Biografie
Vychodil základní školu, nižší reálnou školu a absolvoval odbornou tkalcovskou školu v Šumperku. Roku 1892 převzal po otci rodinný statek v rodné Řídeči. Od roku 1891 vyučoval na odborné tkalcovské škole. Byl obecním starostou v Řídeči. Předsedal politickému Spolku německých měšťanů a zemědělců Šumperka a okolí. Od roku 1906 do roku 1913 zasedal jako poslanec Moravského zemského sněmu. Nastoupil sem po zemských volbách roku 1906 za kurii venkovských obcí, německý obvod Šternberk, město Libavá.
Na počátku 20. století se zapojil i do celostátní politiky. Ve volbách do Říšské rady roku 1911 byl zvolen do Říšské rady (celostátní zákonodárný sbor) za německý obvod Morava 15. Usedl do poslaneckého klubu Německý národní svaz, v jehož rámci reprezentoval Německou radikální stranu. Ve vídeňském parlamentu setrval do zániku monarchie.Profesně byl k roku 1911 uváděn jako zemědělec.
Po válce zasedal v letech 1918–1919 jako poslanec Provizorního národního shromáždění Německého Rakouska (Provisorische Nationalversammlung).